# Firuzkuh (Iran)
Firuzkuh, alguna vegada Firouzkouh, mazandari: Pirezcow, persa فیروزکوه és una ciutat de l'Iran, capital del comtat de Firuzkuh, a la província de Teheran. Té una població a l'entorn dels 50.000 habitants (5.000 vers 1955) i és al nord-est de Teheran a les muntanyes Elburz; anteriorment feia part de la província de Mazanderan però sota la república islàmica es va agregar a Teheran. Llocs interessants són: Tange Vashi, la cova Boornic, la cova Roodafshan, Gardane Gadook, el pont de Beresk i la vista sobre els pobles de Varse-Kharan, Zarrin Dasht, Darreh-Deh, i Kaveh Deh. Va sorgir com un castell proper a la Muntanya Damavand, dins d'un districte conegut com a Wimah però no se'n sap l'època ni tampoc quan es va fundar la ciutat.

## Història
És esmentada després del segle X i al segle xii ja era una fortalesa important que pertanyia als xas de Coràsmia i va passar al segle xiii als mongols el 1227. Fou ocupada pels ismaïlites d'Alamut poc després però Hulagu la van conquerir el 1356. Els Il-kans hi tenien una residència d'estiu. Fou ocupada per Tamerlà el 1386; al arribar a Firuzkuh on el príncep Kayaf al-Din (fill d'un sayyid del Mazanderan) es va posar a les seves ordres per servir com a soldat. El 1397 Firuzkuh va ser inclosa en el virregnat de Khurasan (província mongola) concedit a Xah Rukh (que anava fins a Rayy). Tamerla va enviar emissaris a Khurasan per ordenar a Xah Rukh (timúrida) la mobilització de les forces locals; el príncep va obeir i va reunir les tropes amb les que va marxar cap a Tabriz per la via de Bistam i Damghan; a Jadgeron va trobar a Tukel Karkari que portava l'ordre de dirigir-se cap a Shuman, Gorgan (ciutat) i Sari (Iran) al Mazanderan; aquesta ruta fou mes complicada perquè el camí tenia molta herba verinosa i molts cavalls en van menjar i van morir; finalment però van arribar a Firuzkuh. El 1403 Damavand (ciutat) i Firuzkuh foren concedides com a principat a l'amir Iskandar-i Shaykhi, antic príncep del territori, però el 1404 es va revoltar; va fortificar Firuzkuh i allí va deixar als seus fills i esposa, i al acostar-se les tropes timúrides va fugir als boscos impenetrables de Txelun i Rustumdar. El 29 de maig de 1404 Tamerlà va començar el setge de la ciutadella de Firuzkuh. Una de les torres estava construïda a la part baixa, tocant el riu, i des de allí obtenien l'aigua del riu; els assetjants van desviar el riu a la zona propera a la torre. Els assetjats, que estaven manats pel fill d'Iskandar Shayki, van oferir resistència però finalment es va produir l'assalt final i el fill d'Iskandar es va veure obligat a demanar quarter. Els delegats es van presentar a Timur i es van postrar i aparentment no foren executats. Timur va designar governador de la ciutadella a l'amir Zengi Tuni. Tamerlà va anar cap a Larijan al peu de la Muntanya Damavand, on es va allotjar al kioshk d'Arghun (construït pel il-kan Arghun Khan) el 8 de juliol de 1404. El 10 de juliol va passar a Firuzkuh i va nomenar a Sulayman Xah governador de Rayy i Firuzkuh i les seves dependències. Ruy González de Clavijo hi va passar en el seu viatge. Sulayman Xah, al saber la mort de Tamerlà, va anar cap a la cort d'Herat i es va posar al servei de Xah Rukh. L'amir Pir Muhammad Istxenkhum, governador de Sari (Iran) va agafar el seu lloc, però tot seguit va anar també al campament de Xah Rukh i li va oferir igualment els seus serveis. Posteriorment el 1410 la fortalesa de Firuzkuh i la comarca ja apareixen en mans de l'amir Hasan Kiya, però sotmès a Xah Rukh, submissió constatada altre cop el 1412. El 1413 Hasan Kiya va rebre a Xah Rukh quan va anar al Mazanderan El 1414 Hasan Kiya va anar a retre homenatge a Xah Rukh a la ciutat de Bistam
Posteriorment de manera progressiva va esdevenir una petita vila sense gaire importància.